# Framtidsbiblioteket
Framtidsbiblioteket (från norskan Framtidsbiblioteket) är ett norskt konstprojekt som initierades av den brittiska konstnären Katie Paterson år 2014.  Syftet med detta projekt är att varje år samla en unik berättelse från en känd författare under en period av 100 år. De kommer därför att offentliggöras först år 2114. 
Projektet utfördes inom ramen för ett offentligt norskt konstprogram Slow Space på uppdrag av Bjørvika Utvikling (BU) med stöd av Oslo kommun. Projektet förvaltas av stiftelsen Future Library Trust som kommer att ansvara för att årligen välja ut ett bidrag inom litteratur eller poesi, baserat på deras förmåga att fånga fantasin hos nuvarande och framtida generationer. Manuskripten kommer att förvaras i ett specialkonstruerat rum på det nya Deichmanske bibliotek (Oslos stadsbibliotek) i Bjørvika, Oslo. Manuskripten kommer att ställas ut för allmänheten, men inte vara tillgängliga för läsning. Ett tusen träd har planterats i Nordmarkaskogen för att producera papper för att trycka en antologi av dessa 100 unika litterära verk. Syftet med detta är att väcka medvetandet om hur viktig vår miljö är för framställning av böcker.

## Lista över utvalda författare
Nedan redovisas de författare som utsetts (kursiv stil) och som deponerat (fet stil) ett manus. Normalt sker deposition av manus vid en ceremonin året efter utseendet; i samband med covid-19-pandemin försenades dock flera överlämningar vilket markerats med en asterisk (*) vid årtalet i tabellen.
| Nr | År    | Författare                        | Författare     | Textens namn | Kommentarer                                                                     | Noter                              |
| -- | ----- | --------------------------------- | -------------- | --- | ------------------------------------------------------------------------------- | ---------------------------------- |
| 1  | 2014  | Margaret Atwood                   | Kanada         | Scribbler Moon |                                                                                 | [ 7 ] [ 8 ]                        |
| 2  | 2015  | David Mitchell                    | Storbritannien | From me Flows What You Call Time |                                                                                 | [ 9 ] [ 10 ]                       |
| 3  | 2016  | Sjón (Sigurjón Birgir Sigurðsson) | Island         | VII – Þegar enni mitt strýkst við kjólfald engla eða Nokkuð um fallturninn, rússíbannann, snúningsbollana og önnur tilbeiðslutæki frá tímum síð-iðnvæðingarinnar. Engelsk översättning: VII – As My Brow Brushes on the Tunics of Angels, or the Drop Tower, the Roller Coaster, the Whirling Cups and Other Instruments of Worship from the Post-Industrial Age.) | Första icke engelskspråkiga författaren. Skrev sin text för hand, på isländska. | [ 11 ] [ 12 ] [ 13 ] [ 14 ] [ 15 ] |
| 4  | 2017  | Elif Şafak                        | Turkiet        | The Last Taboo | Verkets originalspråk oklart.                                                   | [ 16 ] [ 17 ]                      |
| 5  | 2018  | Han Kang                          | Sydkorea       | Engelsk titel: Dear Son, My Beloved Svensk översättning: Kära son, min älskade | Verkets originalspråk oklart.                                                   | [ 18 ] [ 19 ] [ 20 ]               |
| 6  | 2019* | Karl Ove Knausgård                | Norge          | | Deponerades först 2022, till följd av Covid-19-pandemin.                        | [ 21 ] [ 22 ] [ 23 ]               |
| 7  | 2020* | Ocean Vuong                       | USA            | | Deponerades först 2023, till följd av Covid-19-pandemin.                        | [ 22 ] [ 24 ]                      |
| 8  | 2021* | Tstitsi Dangarembga               | Zimbabwe       | Narini and Her Donkey | Deponerades först 2022, till följd av Covid-19-pandemin.                        | [ 22 ] [ 23 ] [ 25 ]               |
| 9  | 2022  | Judith Schalansky                 | Tyskland       | |                                                                                 | [ 26 ]                             |
| 10 | 2023  | Valeria Luiselli                  | Mexiko         | | Avser att lämna ett handskrivet manus.                                          | [ 27 ]                             |
| 11 | 2024  | Tommy Orange                      | USA            | |                                                                                 | [ 28 ]                             |